# Jurn Simmons
Jurn Simmons (né le 29 août 1991 à Heerenveen, Friesland) est un catcheur néerlandais. Il travaille actuellement dans le circuit indépendant européen principalement en Allemagne à la Westside Xtreme Wrestling.

## Carrière

### Westside Xtreme Wrestling (2014–...)
Le 4 octobre 2015, lui, Reich Und Schön (Kevin Roadster et Marius van Beethoven) et Tyler Bate perdent contre Bullet Club (Doc Gallows et Karl Anderson) et Champions Of Champions (Absolute Andy et John Klinger). 
Le 12 mars 2016, il bat Absolute Andy, John Klinger et Karsten Beck dans un Four Way Match et remporte le wXw Unified World Wrestling Championship. Lors de wXw Superstars Of Wrestling III - Tag 2, il conserve son titre contre Jeff Jarrett. Lors de wXw Shotgun Live Tour: Köln, il conserve son titre contre Zack Sabre, Jr..
Lors de wXw 16th Anniversary, il perd son titre contre Marty Scurll dans un Three Way Match qui incluait également Adam Cole.
Le 11 mars 2017, il bat Axel Dieter Jr. et remporte le wXw Unified World Wrestling Championship pour la deuxième fois. Le lendemain, il perd contre Emil Sitoci dans un Four Way Match qui incluait également Cody Rhodes et David Starr et ne remporte pas le wXw Shotgun Championship.
Le 4 juin, il conserve son titre contre Walter.

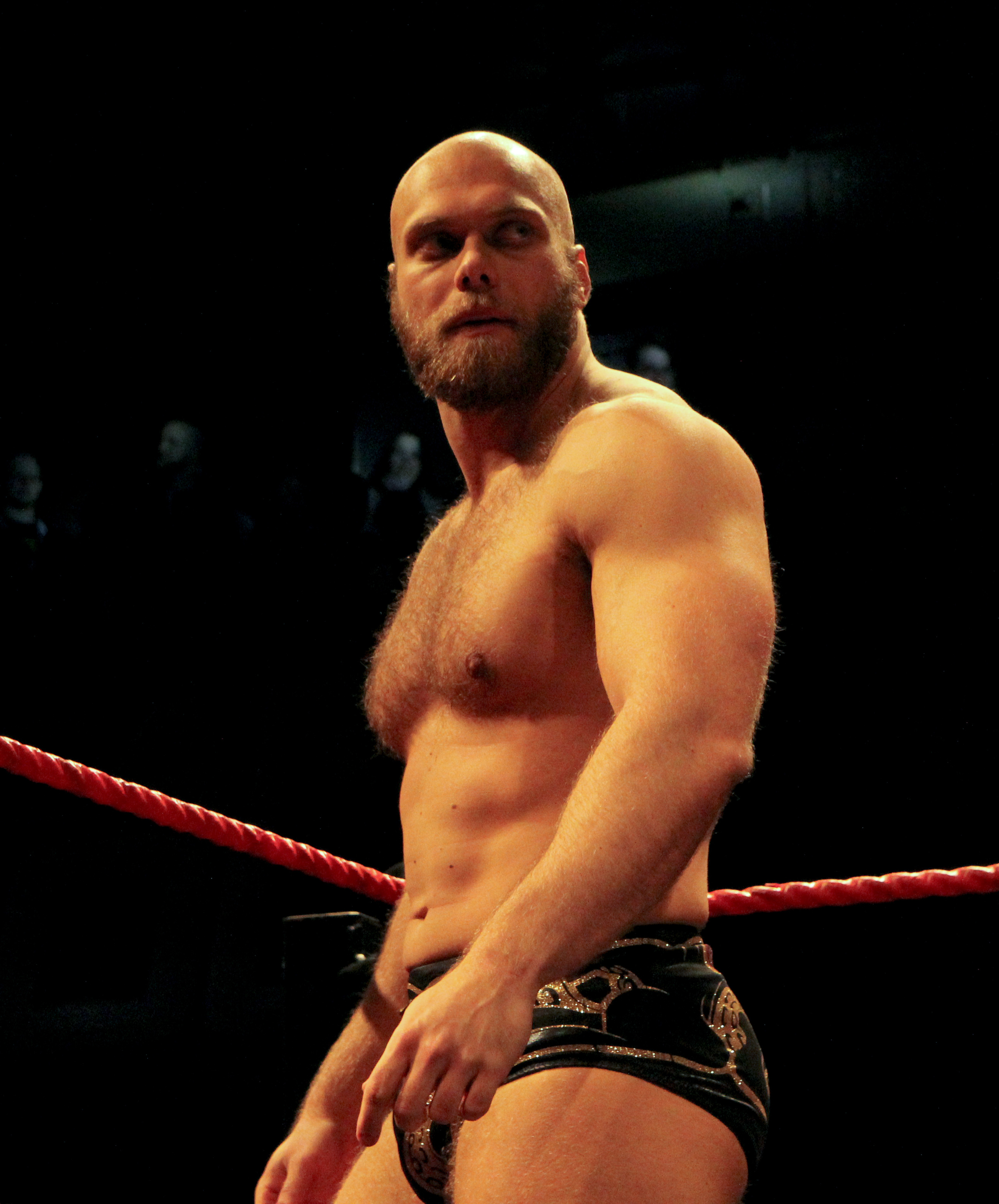
Simmons en Mars 2020 lors du 16 Carat Gold.

Lors de 16 Carat Gold Revenge, il bat Tristan Archer dans un Three Way Match qui comprenaient également Axel Tischer et remporte le wXw Unified World Wrestling Championship pour la troisième fois,. Le 30 avril, il perd le titre contre Tristan Archer.

### Defiant Wrestling (2017–2018)
Le 22 juillet 2017, Il fait ses débuts à la WhatCulture Pro Wrestling en tant que participant à la WCPW Pro Wrestling World Cup dans la catégorie Rest of the World, représentant la Hollande. Il gagne son premier match contre Tom La Ruffa, qui représentait la France.

### Progress Wrestling (2017)
Lors de PROGRESS Cologne, il perd contre Matt Riddle et ne remporte pas le PROGRESS Atlas Championship.

## Palmarès
- Pro Wrestling Holland
  - 2 fois PWH Heavyweight Championship (actuel)

- Pro Wrestling Showdown
  - 1 fois PWS Heavyweight Championship

- Westside Xtreme Wrestling
  - 3 fois wXw Unified World Wrestling Championship